# 张挹兰
张挹兰（1893年—1927年4月28日 ），原名张兰秀，女，生于湖南省醴陵县，早期国民党左派，中国国民党北京特别市党部妇女部长、缦云女校校长。与李大钊等人一同被张作霖处决。
有文献称她为中国共产党党员、革命烈士，虽然她与中国共产党党员刘清扬、郭隆真等人关系密切，但确实没有加入中国共产党:30:4。烈士是泛称:28，还是某政府单位正式追认的革命烈士，不得而知。

## 生平
1893年春，出生于湖南省醴陵县西乡（今株洲市渌口区南洲镇）一个没落的书香之家。幼年受祖父教育和自学成才。十七、八岁时，由家庭包办婚姻，与龙姓自耕农成婚。1915年，醴陵县发生瘟疫，其子夭折。为排解丧子之痛，进入县城女子小学读书。张挹兰就读一年后，离开学校，成为龙家亲戚的家庭教师:28:32。
1919年，经龙氏族祠的资助:33，张挹兰前往北京深造，在一所私立女子实习学校学习。同时，经人介绍参加北京高师附中在五四运动中成立的一个少年学会。她是唯一的女性会员。经过半年补习，张挹兰考取北京女子师范大学预科，住校攻读一年。期间因用白话文与龙家长辈通信，惹怒长辈，龙氏族祠取消对张挹兰的资助。不久，张挹兰在醴陵县报纸刊登离婚启事，与丈夫断绝婚姻关系。1921年夏天，与二弟友松前往苏门答腊首府棉兰担任华侨小学教师，本预积赞学费，未成。1922年暑假，姐弟二人返回中国，报考北京大学预科，皆被录取。以半工半读方式维持学业和生活。她因成绩优异，获得美国教育家克兰夫人捐助的奖学金:33:29。
1925年4月:33，参加左派革命团体“中山主义实践社”，并加入中国国民党，成为国民党左派。中国共产党在1925年4月参与中国国民党北京特别市党部的改组。中共党员刘清扬和国民党左派邓文辉等九人为执行委员:29。1926年4月，中国国民党北京特别市党部再度改组，张挹兰当选执行委员。为开展妇女运动:33，中国国民党北京特别市党部创办了一份妇女刊物——《妇女之友》杂志:29、30和缦云女校。杂志自1926年9月创刊:33，由张挹兰担任主编。张挹兰亦同时被推举为缦云女校校长:30。中共党员郭隆真担任学校行政:33。1927年3月，时任中国国民党北京特别市党部妇女部长的刘清扬调任武汉国民政府。职务由张挹兰接任:30。
1927年4月6日，张挹兰被逮捕:31。《妇女之友》由此停刊，缦云女校亦被查封:33。4月28日，她与李大钊等20人一同绞刑处决:31。她是唯一一名女性，亦是最后一名受刑者:33。次日，北京大学中山主义实践社的一位青年假托是张挹兰表弟，冒险将张挹兰遗体领出，重新入殓安葬:7。

## 备注
1. ↑  美国教育家克兰夫人具体身份不详。其它文献提及、涉及中国教育领域的“美国克兰夫人”是美国名媛、赞助人、道尔顿计划（英语：Dalton Plan）发起人约瑟芬·克兰（英语：Josephine B. Crane）[6]:136。